# Sthyr & Kjær
Sthyr & Kjær var en dansk grossistvirksomhed, der blev grundlagt i 1866. I 1978 blev den fusioneret med Lund & Rasmussen og blev til Dagros, senere omdøbt til Dagrofa. Siden 1970 har det tidligere hovedkvarter i Rådhusstræde og Magstræde været kulturhuset Huset-KBH.

## Historie
Virksomheden blev grundlagt d. 2. august 1866 af Selgen Sthyr (1837–1922) og Peter Bernhard Kjær (1835–1911). De kendte hinanden fra Adolphs handelsfirma, hvor de begge havde arbejdet. I begyndelsen var firmaet primært involveret i sukkerhandel. Det købt stort set alt det sukker som Moses & Søn G. Melchior importerede fra Dansk Vestindien.
I 1875 blev Sthyrs bror, P. C. A. Sthyr (1835–1916), partner i selskabet. I 1881 købte Sthyr & Kjær ejendommen i Rådhusstræde 13, som blev gjort til deres nye hovedkvarter. Sthyr & Kjær ejede også Niels Brocks Gård i Strandgade på Christianshavn. I 1893 trak P. B. Kjær sig tilbage, og i 1894 blev Sthyrs ældste søn, Hans Hald Sthyr (1868–1944), partner i selskabet.
I 1888 etablerede Sthyr & Kjær en sodafabrik, der i 1896 blev omdannet til aktieselskabet Sodafabrikkerne. Sammen med Moses & Søn G. Melchior etablerede Sthyr & Kjær i 1986 Maribo Sukkerfabrik. I 1898 blev den overtaget af De Danske Sukkerfabrikker. I 1899 etablerede Sthyr & Kjær også en kartoffelmelsfabrik ved Holstebro. Den blev senere omdannet til sukkerfabrik. Den blev ødelagt ved en brand i 1912. Efterfølgende blev dele flyttet til København, hvor den fortsatte som A/S Kbh.s Sukkerraffinaderier.
I 1913 forlod P. C. A. Sthyr firmaet. I 1919 blev Sthyr & Kjær omdannet til et aktieselskab med Hald Sthyr som formand. I 1920'erne var Sthyr & Kjær et af de største grossistfirmaer i Danmark, og leverede en stor del af deres varer til detailkæderne CENTRA og SPAR.
Sthyr & Kjær blev overtaget af Lund & Rasmussen i 1978 og fortsatte under navnet Dagros. Selskabet blev senere fusioneret med Brdr. Justesen og ændrede navn til Dagrofa.

## Eftermæle
I 1969 købte Københavns Kommune Sthyr & Kjærs hovedkvarter i Rådhusstræde 13. Det blev efterfølgende omdannet til kulturhus under navnet Huset i Magstræde. I slutningen af 1990'erne husede det et teater kaldet Teater Sthyr & Kjær.
Selgen Sthyr er en af de personer, som er afbildet på Peder Severin Krøyers maleri Fra Københavns Børs fra 1984.